# Малая Менщикова
Малая Менщикова — упразднённая в октябре 2017 года деревня в Байкаловском районе Свердловской области, входившая в Краснополянское сельское поселение. Деревня вошла в состав села Краснополянского.

## География
Деревня Малая Менщикова располагалась 18 километрах (по автодороге в 19 километрах) к северу-северо-западу от села Байкалова, на левом берегу реки Сараевки (левого притока реки Иленки, бассейн реки Ницы). В окрестностях бывшей деревни проходит автодорога Ирбит — Байкалово. Деревня была расположена напротив села Краснополянского — ныне составляет его западную часть.

## История
Деревня входила в состав муниципального образования «Краснополянское сельское поселение».
Была упразднена согласно изменениям в Областном Законе № 68-ОЗ от 29 июня 2017 года и с 1 октября 2017 года включена в черту села Краснополянского.

## Население
| 2002 | 2010 |
| ---- | ---- |
| 235  | ↘193 |

Структура
По данным переписи населения 2002 года, русские составляли 99 % от общего числа жителей деревни Малой Менщиковой. По данным переписи 2010 года, в деревне проживали 96 мужчин и 97 женщин.

## Инфраструктура
Деревня Малая Менщикова включала четыре улицы: Красная, Новая, Свердлова и Свободы.